# Xã Sioux Agency, Quận Yellow Medicine, Minnesota
Xã Sioux Agency (tiếng Anh: Sioux Agency Township) là một xã thuộc quận Yellow Medicine, tiểu bang Minnesota, Hoa Kỳ. Năm 2010, dân số của xã này là 226 người.